# Церковь Троицы Живоначальной в Полях
Церковь Троицы Живоначальной в Полях (или «что в Старых полях») — православный храм, находившийся в Москве, в районе Китай-город, по адресу Никольский тупик, дом 6.
Главный престол церкви был посвящён Живоначальной Троице, приделы — Грузинской иконы Божией Матери; преподобного Сергия Радонежского.
Приходом церкви Троицы была почти вся Никольская улица. К ней был приписан храм Успения Пресвятой Богородицы на Чижевском подворье, службы в котором были по пятницам летом, начиная со Светлой седмицы.
Снесена в 1934 году.

## История

### Название
Название «в Полях» было дано храму в XV—XVI веках, когда здесь происходили судебные поединки на трёх специально отведённых для этого участках, называемых «полями».

### Строительство
Церковь «Старая Троица» впервые упомянута в 1493 году в Воскресенской летописи: 

Того же месяца Июля в 28, в неделю, в 7 час дни, загореся церковь от свечи святыя Никола на Песку… А из города торг загореся, и оттоле посад выгоре возле Москву до Зачатья на Востром концы, и по Васильевской луг, и по Все Святые на Кулишки, и оттоле по Иван Богослов и по Старую Троицу…— Воскресенская летопись
В 1565 году была построена каменная церковь. Несмотря на поздние перестройки, сохранялись первоначальные крещатые своды. Фасад завершался трифолием; по мнению историка архитектуры А. Л. Баталова: «церковь Троицы следует считать одним из последних храмов с трифолийным завершением».
В 1639 году рядом с каменным Троицким храмом с приделами Николая Чудотворца и Бориса и Глеба, выстроенным боярином М. М. Салтыковым (двоюродный брат царя Михаила Фёдоровича), боярин И. А. Воротынский (двоюродный брат царя Алексея Михайловича) выстроил деревянный храм, в честь Сергия Радонежского.
В 1719 году на средства Т. Н. Стрешнева вместо деревянной Сергиевской церкви была выстроена каменная.
В 1756 году П. Б. Шереметев взамен разобранного обветшавшего Никольского придела пристроил к трапезной церковь Грузинской иконы Божией Матери.
В 1812 году Троицкая церковь была разграблена, однако уже в декабре был освящён Сергиевский придел; основной храм — в 1814—1815 годах.
Перестройку церкви выполнял московский губернский архитектор Д. Ф. Борисов.
23 октября 1827 года был освящён Сергиевский придел, а в январе 1829 года — придел Николая Чудотворца.
В период 1831—1834 годов четверик старой церкви был значительно перестроен и увенчан полусферическим куполом, а её северный и южный фасады получили четырёхколонные портики дорического ордера; с запада была поставлена трапезная и двухъярусная колокольня. Церковь была освящена 9 сентября 1834 года.
В 1838 году на месте алтаря разобранной Сергиевской церкви был установлен кирпичный столб в виде часовни.
В 1856 году вместо Никольского придела был устроен придел Грузинской Богоматери и упразднён придел Бориса и Глеба.
В 1874 году церковь была обновлена; на месте Сергиевской церкви поставлена часовня.

### Советский период
Церковь Троицы была разрушена в 1934 году настолько быстро, что не позволили провести детальное исследование памятника архитектуры. В ходе исследований были обнаружены детали фасадов первоначальной церкви: трифолийное завершение, кокошники у основания барабана.
Работы, производившиеся на холме близ церкви Троицы в: Полях, обнаружили здесь значительное количество погрбений, вероятно, принадлежавших кладбищу этой церкви. Отрыто несколько надгробных плит первой половины XVI века. Три плиты отмечают собой места погребений «людей» князей Воротынских, двор которых находился в непосредственном соседстве с этим местом. Все три надгробия представляют собой огромные чрезвычайно массивные плиты известняка, в среднем около 2,5 м длины, 80 см ширины в верхней части и 20—30 см толщины; вес одной из них превышает тонну. Из кладки Китай городской стены и с кладбища взято в общем 8 плит (целых и фрагментов).
На её месте был разбит сквер, на месте трапезной был поставлен памятник первопечатнику Ивану Фёдорову, рядом появился магазин «Книжная находка».

### Современный период
В 1989 году поднимался вопрос о восстановлении церкви Троицы в качестве памятника жертвам советских репрессий.
В начале 2000-х годов, в ходе строительства торговых помещений и подземной автостоянки, фундаменты церкви Троицы в Полях были раскрыты археологами и музеефицированы. Были исследованы 258 погребений древнего кладбища; фрагменты нескольких надгробий XVI-XVII веков, среди них — плита на могиле княгини Настасьи Львовны Воротынской (ум. 1698), жены И. А. Воротынского.